# 竹岡和宏
竹岡 和宏（たけおか かずひろ、1975年1月25日 - ）は、滋賀県栗東市出身の元プロ野球選手（投手）。

## 来歴・人物

### プロ入り前
守山高等学校では1991年秋季県大会で準々決勝に進むが、瀬田工に延長11回裏逆転サヨナラ負け。翌1992年春季県大会でも準決勝に進出、先発するが比叡山高との乱打戦の末に9回裏逆転サヨナラ負け。近畿大学に進学。関西学生野球リーグでは4回の優勝を経験するが、1学年上に大塔正明、同期に今井圭吾、1学年下に清水章夫と好投手がおり、4年秋に3勝を挙げてリーグ戦優勝に貢献した以外はあまり活躍の場はなかった。卒業後は地元・日本IBM野洲に入社。チームが1999年の社会人野球日本選手権準決勝で敗退した後に退部。数球団のプロテストを受けるものの不合格に終わる。2000年には中山硬式野球クラブに入団した。

### 米国でのプレー
会社を退職して渡米し、同年秋にアトランタ・ブレーブスとマイナー契約を結ぶ。
2001年、2Aグリーンビルからキャリアをスタート。
2002年には3Aリッチモンドに昇格を果たす（このとき元巨人のデーモン・ホリンズとチームメイトとなる）が、シーズン途中で再び2Aグリーンビルに降格。その後、独立リーグへ移籍した。
社会人野球、クラブチーム、米マイナーリーグ、米独立リーグと、さまざまな球団を渡り歩き、2003年秋に福岡ダイエーホークスからドラフト8位で指名を受け、入団。29歳でのプロ入りとあって、同期で27歳で入団した三瀬幸司と共にオールドルーキーとして注目を集めた。

### ソフトバンク時代
2004年は開幕から一軍に上がり、主に中継ぎとして13試合に登板。
2006年は自己最多の22試合に登板して防御率1.88の好成績を残した。
2007年も2年連続の防御率1点台を記録するが、登板機会は僅かであった。
2008年は19試合に登板し、防御率は2点台だったが、同年オフに戦力外通告を受ける。その後12球団合同トライアウトに参加したが、日本の球団から声は掛からなかった。

### ソフトバンク退団後
米球界への復帰を目指し、アメリカ・ロサンゼルス郊外のアーバン・ユース・アカデミーやメサにあるシカゴ・カブスの施設等で自主トレを行い、かつて所属したブレーブスなど各球団のトライアウトを受け、さらに台湾プロ野球のLa Newべアーズ入団テストも受験したが、契約はならなかった。
2009年5月からは社会人野球のクラブチーム、OBC高島に入部。選手兼任コーチとして、同年の全日本クラブ野球選手権大会ベスト4進出・社会人野球日本選手権大会の初出場に貢献した。大会でも登板した。その後、自身のブログで2009年限りで現役を引退することを表明した。引退後は野球教室や講演会活動などを行っていた。
2012年11月、西麻布にストレッチスタジオ『トリム西麻布』を開業した。
2017年6月28日の埼玉西武ライオンズ対千葉ロッテマリーンズ戦（沖縄セルラースタジアム那覇）では、琉球放送制作のラジオ中継『RBCiラジオ エキサイトナイター』に野球解説者として出演した。
2018年5月21日に株式会社スマイ印刷（現：スマイディア）に入社。2023年10月20日に退社。

## 詳細情報

### 年度別投手成績
| 年 度     | 球 団                 | 登 板 | 先 発 | 完 投 | 完 封 | 無 四 球 | 勝 利 | 敗 戦 | セ 丨 ブ | ホ 丨 ル ド | 勝 率 | 打 者 | 投 球 回 | 被 安 打 | 被 本 塁 打 | 与 四 球 | 敬 遠 | 与 死 球 | 奪 三 振 | 暴 投 | ボ 丨 ク | 失 点 | 自 責 点 | 防 御 率 | W H I P |
| --------- | --------------------- | ----- | ----- | ----- | ----- | -------- | ----- | ----- | -------- | ----------- | ----- | ----- | -------- | -------- | ----------- | -------- | ----- | -------- | -------- | ----- | -------- | ----- | -------- | -------- | ------- |
| 2004      | ダイエー ソフトバンク | 13    | 1     | 0     | 0     | 0        | 2     | 0     | 0        | --          | 1.000 | 132   | 28.0     | 31       | 1           | 18       | 1     | 3        | 10       | 3     | 0        | 21    | 19       | 6.11     | 1.75    |
| 2005      | ダイエー ソフトバンク | 16    | 1     | 0     | 0     | 0        | 1     | 2     | 0        | 1           | .333  | 97    | 23.1     | 22       | 1           | 9        | 0     | 2        | 12       | 1     | 0        | 10    | 6        | 2.31     | 1.33    |
| 2006      | ダイエー ソフトバンク | 22    | 0     | 0     | 0     | 0        | 1     | 0     | 0        | 1           | 1.000 | 118   | 28.2     | 31       | 1           | 6        | 1     | 2        | 10       | 0     | 1        | 6     | 6        | 1.88     | 1.29    |
| 2007      | ダイエー ソフトバンク | 7     | 0     | 0     | 0     | 0        | 0     | 0     | 0        | 0           | ----  | 46    | 12.0     | 7        | 0           | 3        | 0     | 0        | 5        | 0     | 0        | 3     | 2        | 1.50     | 0.83    |
| 2008      | ダイエー ソフトバンク | 19    | 0     | 0     | 0     | 0        | 0     | 1     | 0        | 0           | .000  | 97    | 24.0     | 19       | 3           | 11       | 0     | 1        | 15       | 0     | 0        | 9     | 6        | 2.25     | 1.25    |
| 通算：5年 | 通算：5年             | 77    | 2     | 0     | 0     | 0        | 4     | 3     | 0        | 2           | .571  | 490   | 116.0    | 110      | 6           | 47       | 2     | 8        | 52       | 4     | 1        | 49    | 39       | 3.03     | 1.35    |

- ダイエー（福岡ダイエーホークス）は、2005年にソフトバンク（福岡ソフトバンクホークス）に球団名を変更

### 記録
- 初登板：2004年3月28日、対オリックス・ブルーウェーブ2回戦（福岡ドーム）、9回表に6番手で救援登板・完了、1回無失点
- 初奪三振：同上、9回表に村松有人から空振り三振
- 初先発：2004年4月14日、対大阪近鉄バファローズ3回戦（福岡ドーム）、6回無失点
- 初勝利：2004年4月21日、対オリックス・ブルーウェーブ4回戦（Yahoo!BBスタジアム）、6回裏に2番手で救援登板、1回無失点
- 初ホールド：2005年6月2日、対阪神タイガース6回戦（阪神甲子園球場）、5回裏2死に2番手で救援登板、1/3回無失点

### 背番号
- 68 （2004年 - 2008年）